# 256796 Almanzor
256796 Almanzor este un asteroid din centura principală, descoperit pe 8 februarie 2008, de Juan Lacruz.